# Katzenbach (Leutschenbach)
Der Katzenbach ist mit rund sieben Kilometer der längste offene Bach der Stadt Zürich.

## Geographie

### Verlauf
Das Wasser des Katzenbaches stammt seit einer Grundwasserabsenkung in vergangenen Jahrhunderten nicht mehr aus dem Katzensee, sondern aus verschiedenen Rohren, die das Gebiet rund um den Weiler Katzenrüti entwässern. Der Katzenbach fliesst anfangs als Buechwisengraben durch Rümlang, ehe er die Zürcher Quartiere Affoltern und Seebach durchläuft, wo er in den Leutschenbach mündet, der schon knapp 600 Meter weiter in die Glatt mündet.

### Zuflüsse
- Steinbruchgraben (links)
- Seeholzbächli (rechts)
- Rainachergraben (links)
- Mittelgraben (rechts)
- Brüggelerbach (links)
- Holderbach (Dorfbach Affoltern) (rechts)
- Wolfswinkelgraben (rechts)
- Riedenholzgraben (links)
- Käshaldengraben (links)

## Charakter
Der Bach ist zwar teilweise begradigt, fliesst jedoch über weite Strecken recht langsam und ist von zahlreichen Wasserpflanzenarten bewachsen, was Libellen und anderen Insekten zugutekommt. Der Katzenbach ist von grosser Bedeutung, da er den Katzensee mit der Glatt ökologisch vernetzt. Den Katzensee erreicht man über einen Wanderweg innert einer Stunde ab der Endstation Seebach der Tramlinie 14.